# Lepidodinium
Lepidodinium es un dinoflagelado peculiar porque no presenta los plastos típicos de las dinofíceas, y en lugar de clorofila c tiene clorifila b, lo que le da una relación con las algas verdes. Análisis genéticos plastidiales han postulado que Lepidodinium habría adquirido una alga clorofita endosimbionte relacionada con las Pedinophyceae.